# Gewone hooiwagen
De gewone hooiwagen (Phalangium opilio) is een hooiwagen die in Europa, Siberië, Noord-Amerika en Noord-Afrika voorkomt. Het dier is in West-Europa van mei tot november aan te treffen op zonnige plekken, aan de grond of in bomen of palen in tuinen of braakliggend land.

## Kenmerken
Het lichaam wordt 3,5 tot 9 mm lang en de mannetjes zijn over het algemeen kleiner dan de vrouwtjes. De bovenkant van het lichaam is in een camouflerend en variabel lichtgrijs of bruin patroon gekleurd en de onderkant is typisch licht roomkleurig. Het kopborststuk en achterlijf zijn zoals bij alle hooiwagens gefuseerd, wat ze onderscheidt van de andere spinachtigen. De zeer dunne poten zijn vele malen langer dan het lichaam, vooral het tweede potenpaar is langer en met deze poten neemt de hooiwagen geuren waar. De poten laten los wanneer er druk op uitgeoefend wordt (autotomie), deze blijven nog een tijdje spastische bewegingen maken. Dit dient om de vijand af te leiden, de hooiwagen gaat er snel vandoor en de poot groeit later weer aan. De rug is grijzig tot roodbruin van kleur waarbij de hooiwagens die op lichtere plekken leven ook zelf iets lichter van kleur blijven.

## Leefwijze
De gewone hooiwagen eet vooral insecten, mijten en pissebedden, maar ook dode organismen en plantenweefsel worden gegeten. 

## Voortplanting
Na de paring, waarbij het mannetje zijn zaad direct inbrengt en niet aflevert in de vorm van een spermatofoor, wordt hij niet zelden verorberd door het vrouwtje. Dit komt het nageslacht alleen maar ten goede; het vrouwtje krijgt direct voedingsstoffen binnen voor de ontwikkeling van de eitjes.
De eitjes worden door het vrouwtje met een legboor afgezet in de grond, in scheuren in boombast of andere vochtige plaatsen. Het vrouwtje gaat daarna haar eigen weg en bewaakt het nageslacht niet. De net uitgekomen hooiwagens lijken nog het meest op mijten en missen de lange looppoten die nog kort zijn. Afgebroken poten groeien bij de jonge dieren echter sneller aan.

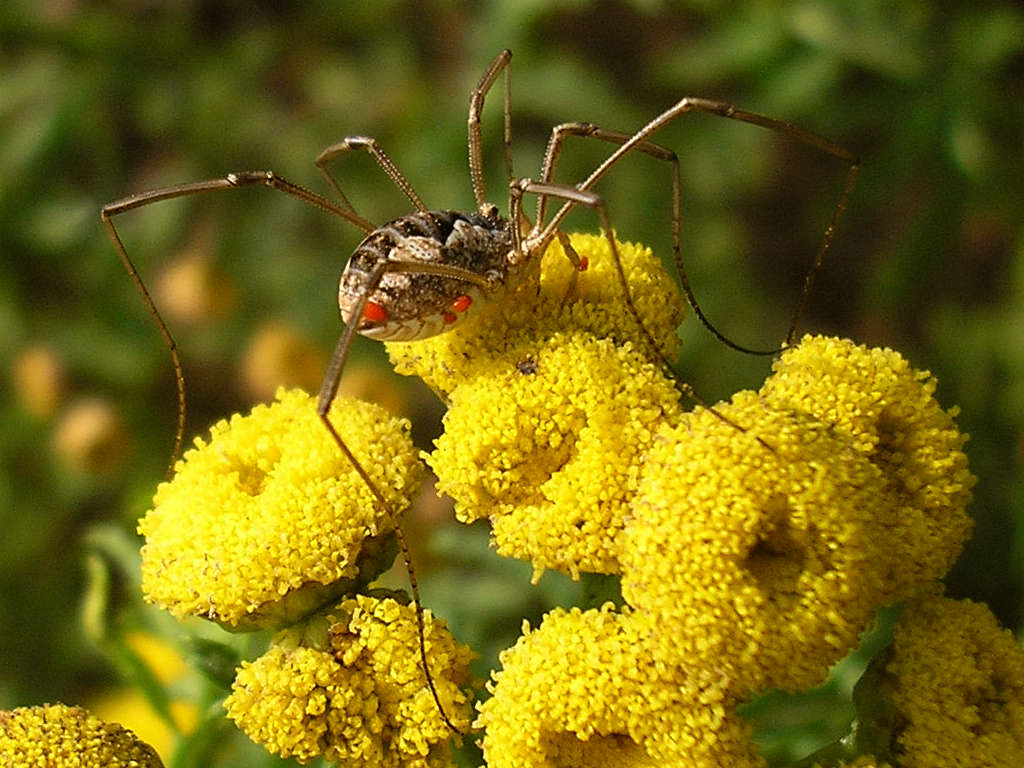
Hooiwagen met parasitaire mijten (boven)
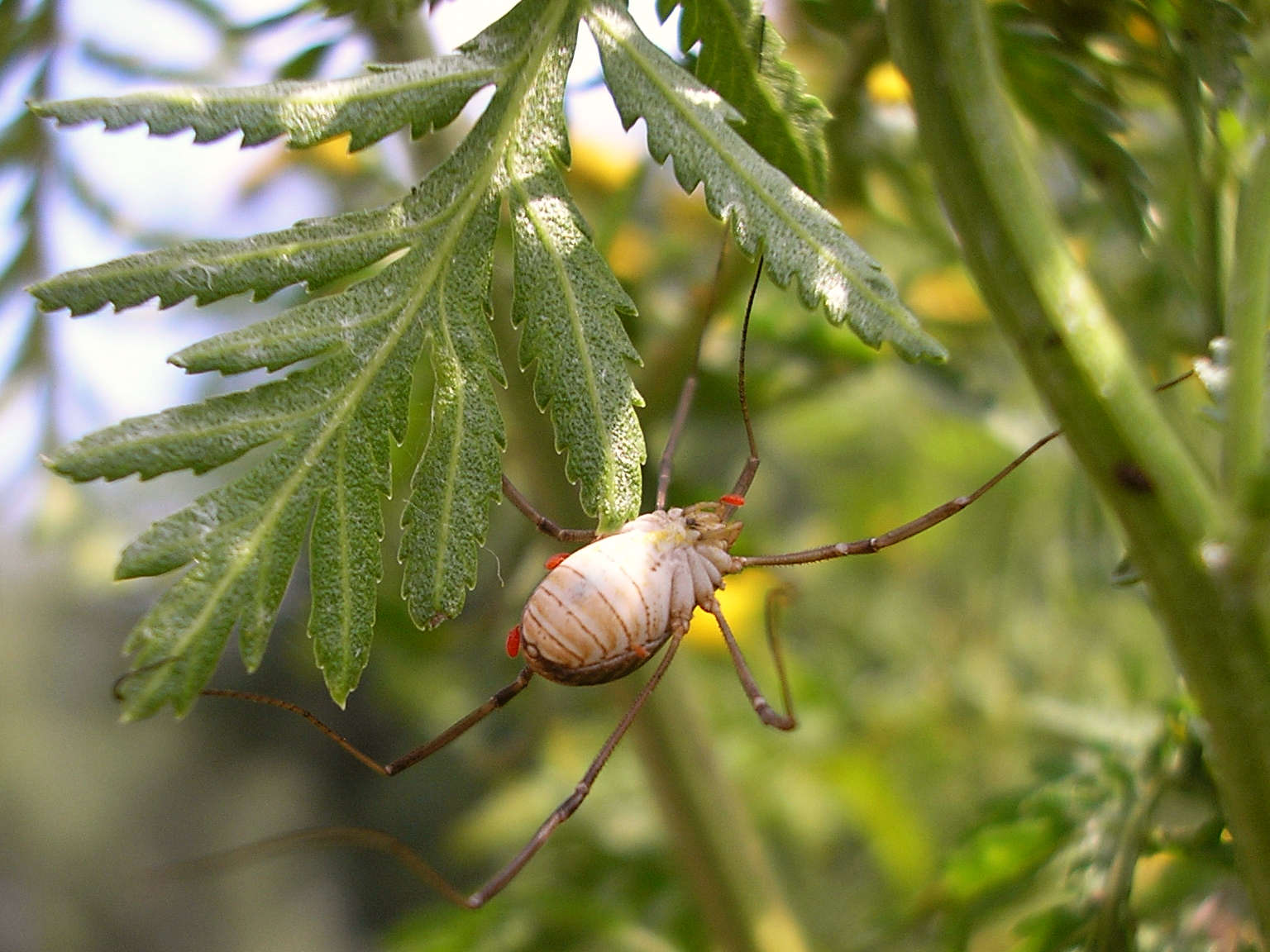
Hooiwagen met parasitaire mijten (onder)